# Рымникский
Рымникский — посёлок в Брединском районе Челябинской области России. Административный центр Рымникского сельского поселения.

## География
Через посёлок протекает река Караганка. Расстояние до районного центра посёлка Бреды 15 км.

## История
Поселок основан в 1843 году как военное поселение пост №12 Оренбургского казачьего войска в Новолинейном районе. До этого времени здесь жили несколько семей, которые переселились в 1814 году из Самары. Многие поколения оренбургских казаков участвовали в военных компаниях и заграничных походах, брали столицы иностранных государств. В память о военных сражениях и одержанных победах, по возвращении домой, номерные поселки переименовали в честь взятых городов зарубежья. Так, пост № 12 был переименован в поселок Рымникский в честь победы русских войск, разгромивших турецкую армию 22 сентября 1789 года под командованием А. В. Суворова у берегов реки Рымник, притока Сирета, в Румынии. Центральная часть Рымникского, где самарцы поставили первые строения, называлась Самарией, так она называется и по сей день.
В 1927 году организована сельскохозяйственная артель. Кроме сельского хозяйства она занималась изготовлением кирпича из глины.
В 1932 году на базе сельхозартели был организован колхоз имени Ленина, переименованный в декабре 1961 года в совхоз «Рымникский», а 5 февраля 1993 года — в акционерное общество «Рымникское».
В 1929 году была построена начальная школа, в 1972 году открылась двухэтажная школа.

### Памятники археологии
Археологический памятник «Синташта» находится в верховьях водохранилища, на одноимённой реке, в 3 км от поселка Рымникского. Это уникальный памятник эпохи бронзы — городище и могильник середины второго тысячелетия до новой эры. Раскопки начаты в 1970-х годах и продолжаются до сих пор. Они показали, что здесь в течение нескольких столетий стояла крепость племенного объединения скотоводов и земледельцев, ровесница древних городов Междуречья и Египта. Столь древних крепостей в степях Приуралья и Сибири не обнаружено. Синташтинцы плавили металл — город был в своем роде Магниткой бронзового века. Археологический памятник всемирно известен благодаря находке остатков колесницы
Большие исследовательские работы провели археологи у поселка Рымникского. История изучения памятников комплекса «Синташты» связана со строительством водохранилища на реке Синташте, между поселками Мирным и Рымникским. Исследования проводились первоначально Уральской археологической экспедицией Уральского государственного университета под руководством начальника экспедиции В. Ф. Генинга. В долине реки было зафиксировано множество памятников разного времени от мезолита до средневековья.
С 1968 по 1972 годы раскопки велись на памятниках каменного века, а также на поселениях и курганах эпохи бронзы.
В 1971 году Л. Н. Корякова заложила несколько траншей на впадинах вокруг большого кургана, который местное население называет «Шишкой». 

## Население
| 2002 | 2010  |
| ---- | ----- |
| 1403 | ↘1244 |

По данным Всероссийской переписи, в 2010 году численность населения посёлка составляла 1244 человека (597 мужчин и 647 женщин).

## Инфраструктура
- Детский сад,
- Средняя школа.
- Уличная сеть посёлка состоит из 14 улиц и 7 переулков[3].

## Люди, связанные с посёлком
Минин Александр Иванович (1923 — 1998) — участник Великой Отечественной войны, полный кавалер ордена Славы. Командир минометного расчета 7-го гвардейского воздушно-десантного полка (2-я гвардейская воздушно-десантная дивизия, 1-я гвардейская армия, 4-й Украинский фронт), гвардии сержант.